# 厳島神主家

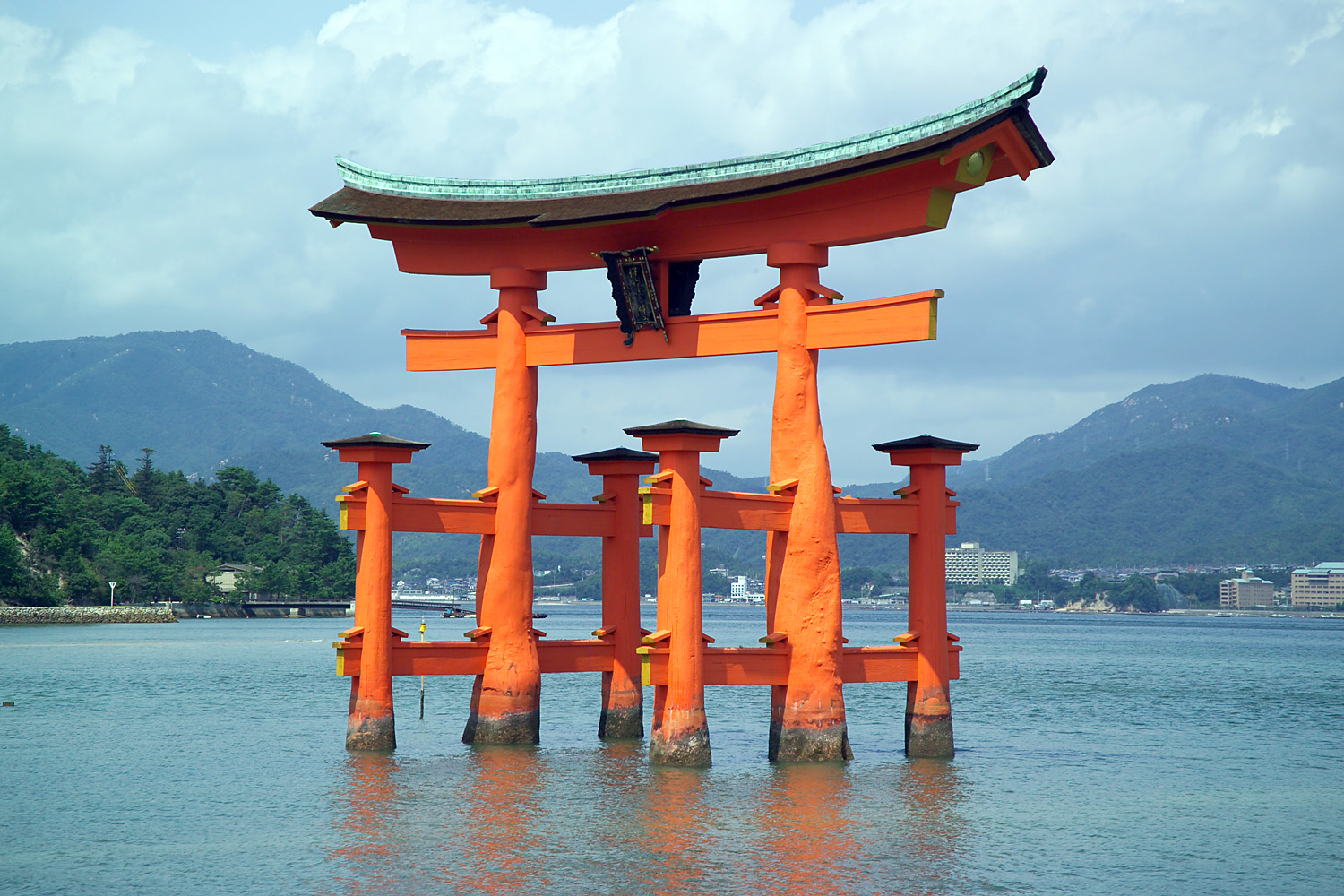
厳島神社

厳島神主家（いつくしまかんぬしけ、旧字体：嚴島神󠄀主󠄁家）は、安芸国（現在の広島県）厳島神社の神主を務めた一族である。鎌倉時代末期から戦国時代には在地武士団として活動し、水軍を備えた国人勢力として活動した。家紋は杏葉九曜。

## 佐伯氏の時代（平安時代 ～ 鎌倉時代初期）
推古天皇元年（593年）に、安芸国佐伯の有力豪族であった佐伯鞍職が社殿造営の神託を受け、勅許を得て御笠浜に社殿を創建したのが厳島神社の縁起である。文献にその名が初めて認められるのは弘仁2年（811年）となる。その後、厳島神社の神主家は佐伯氏が世襲していた。平安時代末期の神主家の当主であった佐伯景弘は、平氏一門に取り入り、厳島神社は平家の保護を受け、栄えた。その後、平家は元暦2年/寿永4年（1185年）の壇ノ浦の戦いで壊滅した。鎌倉幕府が開かれ源氏の時代となると、佐伯景弘は今度は鎌倉幕府に取り入った。その後の30年、時代の荒波を乗り越えて、厳島神社と神職の佐伯氏は繁栄を続けた。
しかし佐伯氏の繁栄は長く続かなかった。承久3年（1221年）の承久の乱で、佐伯氏は後鳥羽上皇側として活動したため、乱の終結後に佐伯氏は神主家当主の座を降ろされ、鎌倉幕府の御家人であった藤原親実が新たな厳島神主家となった。その後の佐伯氏は、厳島神社の神官として活動することとなるが、建長3年（1251年）に奉納する舞を巡っての内部対立から訴訟問題を起こしている。

## 藤原氏の時代（鎌倉時代初期 ～ 南北朝動乱期）
承久の乱の結果、承久3年（1221年）頃に中原親能の一族である藤原親実が新たな厳島神主となった。しかし藤原親実は幕府の要人でもあり、厳島に下向して神職を務めることはなく、他の御家人同様、代官派遣による支配であった。その後、厳島神社は安定した時代を迎えるが、鎌倉時代末期には中央情勢の変化もあり、徐々に社領に下向する一族が現れた。この頃より厳島神主家藤原氏は安芸国に土着し、永仁2年（1294年）から永仁6年（1298年）にかけて、厳島神主家藤原親宣は鎌倉幕府より社領として桑原新庄、志路原、平良庄、井原、京都、六波羅、鎌倉の屋敷地を安堵され、在地勢力として勢力を蓄えるのである。
建武の新政から南北朝時代の動乱では、最初鎌倉幕府軍として、千早城・赤坂城に籠もった楠木正成と戦う等の行動が見られる。時の当主の藤原親顕は騒乱に巻き込まれて南朝：建武3年、延元元年/北朝：建武3年（1336年）に討死した。親顕の不慮の死により藤原親直が神主職を継承した。南朝：建武3年、延元元年/北朝：建武3年（1336年）から南朝：元中4年/北朝：至徳4年、嘉慶元年（1387年）の50年もの長期に渡って厳島神主家の当主であった親直は、足利尊氏に接近し、その庇護を得た。そして南北朝の動乱が一定の安定した時代を迎えると、近隣の小早川氏と所領を巡って争いを起こし、周防国の太守・大内氏へと接近して、その庇護を得た。結果、大内氏に従属する形となり、応永4年（1397年）には大内満弘の要請により少弐氏への攻撃に参加し、九州で病没している。続いて当主となった藤原親胤も大内義弘に従って応永6年（1399年）の応永の乱にも加わり、足利幕府軍と干戈を交えた。義弘の討死に伴い幕府軍に降伏し、足利義満に赦されて帰国した。

## 藤原氏の時代（室町時代中期 ～ 戦国時代）
嘉吉4年/文安元年（1444年）頃に藤原親藤が死去し、神主家の当主は藤原教親となった。教親は毛利氏の一門である長屋氏（毛利元春 - 中馬忠広 - 中馬忠親 - 長屋泰親）からの養子であった。毛利氏は大江姓で、厳島神主家の藤原氏（中原氏）と同族でもあった上に、同じ安芸国人としての繋がりで入嗣したと思われる。この頃の厳島神主家は所領を安芸武田氏等に押領され、康正3年、長禄元年/古河公方側：享徳6年（1457年）には大内氏と安芸武田氏の合戦を引き起こした。文亀4年/永正元年（1504年）に藤原教親が死去、跡を継いだ藤原興親も永正5年（1508年）に京都で病死し、厳島神主家の勢力は衰退の一途を辿り始める。同時に後継の座を巡って一族内でも内紛が発生。厳島神主家の一族である友田興藤と小方加賀守は厳島神主家の正当な後継者を主張して争うこととなった。
大永3年（1523年）4月、友田興藤が安芸武田氏当主・武田光和らの支援を得て厳島神主家の当主となり、後継者争いに一応の決着がついたように見えた。しかし大内氏は翌年に兵を率いて桜尾城を攻撃し、興藤を隠居に追い込み、新たに藤原兼藤を新たな厳島神主家の当主とした。友田興藤は野望逞しい人物で、これくらいのことで諦めはしなかった。雌伏の期間を経て、天文9年（1540年）に吉田郡山城の戦いが起きると大内氏に反旗を翻し、大内氏と対決した。しかし翌年、吉田郡山城の戦いは毛利・大内連合軍の勝利となり、興藤の目論見は外れた。結果、桜尾城は大内氏の大軍に包囲され、友田興藤は城内で自害を余儀なくされ、興藤の弟で厳島神主家の当主藤原広就も五日市で自害した。実質的にこれで厳島神主家は滅亡した。

## 戦国時代の終焉と佐伯氏の復権
藤原氏が滅亡したため、大内義隆の家臣で、小方加賀守の娘婿であった杉隆真（すぎ たかざね、杉氏一族）が新たに厳島神主家当主となり、過去にその当主であった佐伯氏（佐伯景弘の系統）の名跡を継いで佐伯景教（さえき かげのり、「教」の1字は佐伯惟教の偏諱か）と名乗った。厳島社本殿の棚守で、佐伯氏の一族・棚守房顕（妻は景教同様、小方加賀守の娘、「房」字は陶興房からの偏諱）が、それを補佐する形となった。しかし大幅にその権力を縮小され、安芸国国人勢力から祭祀職管理者の立場に落とされた。
天文20年（1551年）に大内義隆は陶隆房の謀反に遭い自害（大寧寺の変）、天文24年/弘治元年（1555年）にはその陶晴賢（隆房より改名）も厳島の戦いで毛利元就に敗北、自害した。これより後は代々佐伯氏が歴代当主として活動し、現代に続いている。